# Wer Liebe lebt
Wer Liebe lebt ist der deutsche Beitrag des Eurovision Song Contest 2001. Der deutschsprachige Schlager wurde von der Sängerin Michelle vorgetragen und konnte beim Eurovision Song Contest 2001 den 8. Platz belegen. Geschrieben wurde das Lied von Gino Trovatello, Matthias Stingl und Eva Richter.

## Liedinhalt
Das Lied beschreibt, dass die Liebe einen Menschen unsterblich machen kann und mit viel Poesie und Gefühl verbunden ist.

## Hintergrundinformationen
Bereits 1997 nahm Michelle an der Vorentscheidung zum Eurovision Song Contest 1997 teil und konnte dort mit dem Titel Im Auge des Orkans den dritten Platz erreichen. Stattdessen wurde das Lied Zeit zum deutschen Beitrag des Jahres 1997 gewählt.
Im Jahr 2001 wurde ihr Lied Wer Liebe lebt beim Countdown Grand Prix 2001 mit 36,4 % im zweiten Wahlgang zum deutschen Beitrag gewählt. Beim Vorentscheid konnte sie sich unter anderem gegen den Big-Brother-Teilnehmer Zlatko (Einer für alle) und gegen Rudolph Moshammer und die Münchner Zwietracht (Teilt Freud und Leid) durchsetzen.

## Eurovision Song Contest-Ergebnisse
Der Eurovision Song Contest fand im Jahr 2001 in Kopenhagen statt und Deutschland war das einzige deutschsprachige Land, das in diesem Jahr am Wettbewerb teilnahm.
Punktevergabe für Deutschland
| Erhaltene Punkte | Erhaltene Punkte | Vergebendes Land | Vergebendes Land | Vergebendes Land | Vergebendes Land | Vergebendes Land | Vergebendes Land | Vergebendes Land | Vergebendes Land | Vergebendes Land | Vergebendes Land | Vergebendes Land | Vergebendes Land | Vergebendes Land | Vergebendes Land | Vergebendes Land | Vergebendes Land | Vergebendes Land | Vergebendes Land | Vergebendes Land | Vergebendes Land | Vergebendes Land | Vergebendes Land | Vergebendes Land |
| Land             | Insg.            | NL               | IS               | BA               | NO               | IL               | RU               | SE               | LT               | LV               | HR               | PT               | IE               | ES               | FR               | TR               | GB               | SI               | PL               | DE               | EE               | MT               | GR               | DK               |
| ---------------- | ---------------- | ---------------- | ---------------- | ---------------- | ---------------- | ---------------- | ---------------- | ---------------- | ---------------- | ---------------- | ---------------- | ---------------- | ---------------- | ---------------- | ---------------- | ---------------- | ---------------- | ---------------- | ---------------- | ---------------- | ---------------- | ---------------- | ---------------- | ---------------- |
| Deutschland      | 66               | 1                |                  |                  | 3                |                  | 8                |                  |                  | 1                | 1                | 10               | 6                | 10               | 6                | 3                | 2                |                  | 4                | –                | 1                | 5                | 1                | 4                |

## Versionen
Es gibt insgesamt drei Versionen des Liedes. Die Grand-Prix-Version ist eine gekürzte Fassung der Single-Version, da beim Eurovision Song Contest eine Drei-Minuten-Regel gilt. Die Metal-Version entstand in Kooperation mit Stefan Raab für eine Fernsehsendung und wurde nicht vermarktet.
- Wer Liebe lebt (Grand-Prix-Version) 2:59
- Wer Liebe lebt (Single-Version) 4:06
- Wer Liebe lebt (Metal-Version) 3:12

## Chartplatzierungen
Die Single erreichte in Deutschland Position 32 und konnte sich insgesamt 13 Wochen in den Charts halten. Mit Wer Liebe lebt erreichte Michelle zum siebten Mal die deutschen Singlecharts.
| ChartsChartplatzierungen | Höchstplatzierung | Wochen |
| ------------------------ | ----------------- | ------ |
| Deutschland (GfK)        | 32 (13 Wo.)       | 13     |